# Aperol

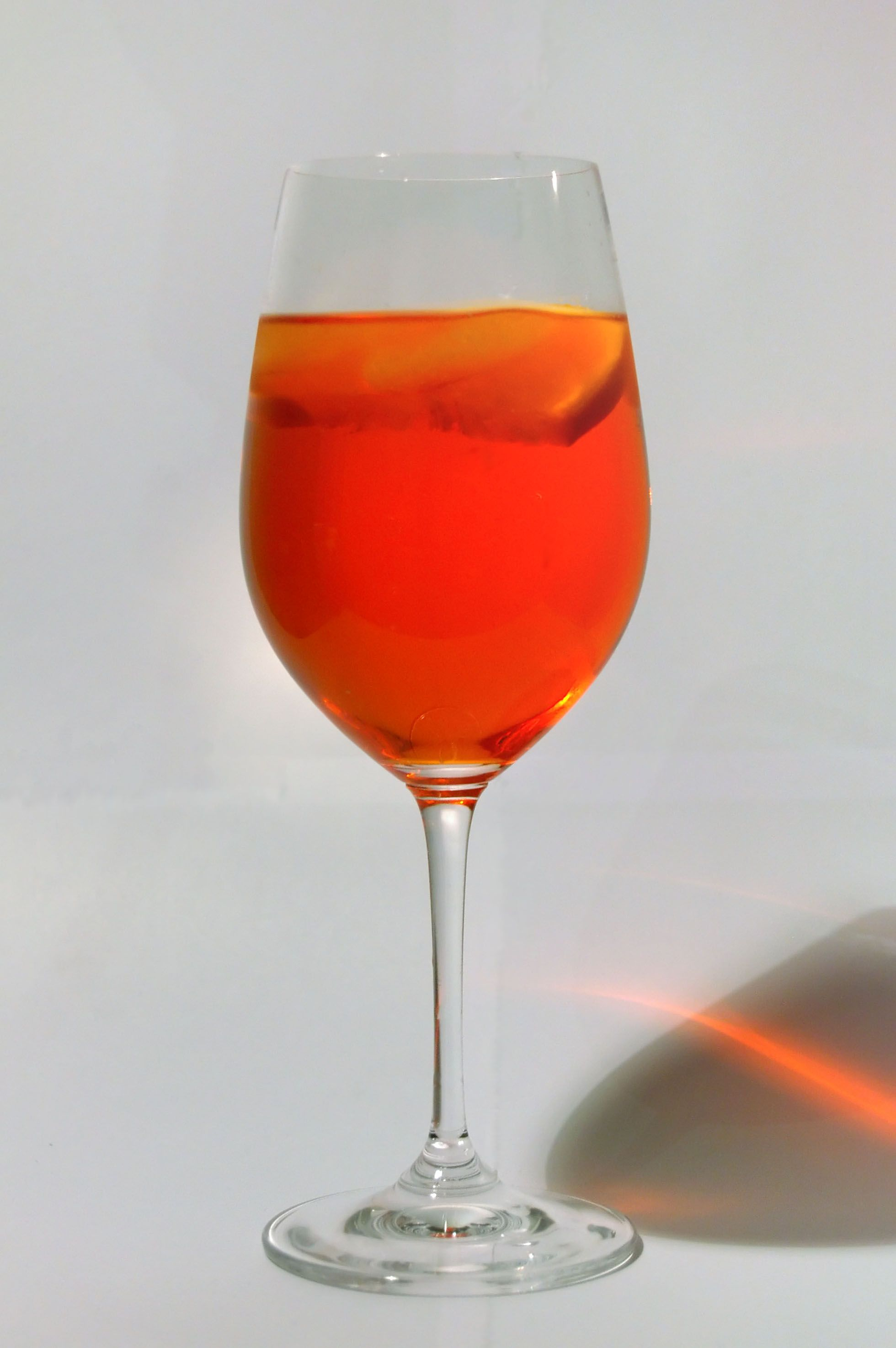
Aperol

Aperol  es una bebida alcohólica de origen italiano producida originalmente por la empresa Barbieri con sede en Padua. Aperol ahora es producido por Campari. El origen de este licor se remonta a 1919, pero solo se volvió popular después de la Segunda Guerra Mundial.
Entre sus ingredientes se encuentra, el ruibarbo, la genciana y la quinina. Aunque sabe y huele muy parecido al campari, Aperol tiene una graduación alcohólica de 11 %, menos de la mitad que el campari. Así, es más suave y menos amargo que dicha bebida, que es de color más oscuro.
Al Aperol que se vende en Alemania se le subió en 2006 el porcentaje de alcohol al 15 %, por cuestiones del reglamento de envases retornables (a partir del 15 % no se paga el casco), pero desde 2021 se vende con el 11 % de alcohol. 

## Spritz
Uno de los cócteles más populares hechos con Aperol es el Spritz. La preparación utiliza una copa de vino llena de hielo y luego se mezcla el vino espumoso, Aperol y soda en las siguientes porciones:
- 3 partes de vino espumoso (vino de aguja) o cava
- 2 partes de Aperol
- 1 parte de soda
- rodaja de naranja.

## Distinciones
Aunque no es una bebida que haya participado muy frecuentemente en competencias de licores, Aperol recibió las más altas distinciones en dos concursos recientes. En 2007, la revista Wine Enthusiast lo calificó en la categoría de 90-95 puntos. En los años 2010 y 2012, durante la San Francisco World Spirits Competition, este licor obtuvo doble medalla de oro, el mayor premio que se otorga en esta competencia.